# Équipe d'Italie espoirs de cyclisme sur route
L'équipe d'Italie espoirs de cyclisme sur route est l'équipe nationale des moins de 23 ans de cyclisme sur route. La sélection représente l'Italie aux championnats du monde sur route espoirs. Elle participe également aux épreuves espoirs de l'UCI Coupe des Nations U23 qui regroupent des courses d'un jour, par étapes et des championnats de cyclisme continentaux. 

## Sélectionneurs
- Marino Amadori et Andrea Collinelli

## Palmarès

### Championnats du monde espoirs
| Édition | Médaille | Coureur             | Épreuve                  |
| ------- | -------- | ------------------- | ------------------------ |
| 1996    | Or       | Giuliano Figueras   | Course en ligne espoirs  |
| 1996    | Argent   | Roberto Sgambelluri | Course en ligne espoirs  |
| 1996    | Bronze   | Luca Sironi         | Course en ligne espoirs  |
| 1996    | Or       | Luca Sironi         | Contre-la-montre espoirs |
| 1996    | Argent   | Roberto Sgambelluri | Contre-la-montre espoirs |
| 1997    | Or       | Fabio Malberti      | Contre-la-montre espoirs |
| 1998    | Or       | Ivan Basso          | Course en ligne espoirs  |
| 1998    | Argent   | Rinaldo Nocentini   | Course en ligne espoirs  |
| 1998    | Bronze   | Danilo Di Luca      | Course en ligne espoirs  |
| 1998    | Bronze   | Gianmario Ortenzi   | Contre-la-montre espoirs |
| 1999    | Or       | Leonardo Giordani   | Course en ligne espoirs  |
| 1999    | Argent   | Luca Paolini        | Course en ligne espoirs  |
| 2000    | Bronze   | Lorenzo Bernucci    | Course en ligne espoirs  |
| 2001    | Argent   | Giampaolo Caruso    | Course en ligne espoirs  |
| 2002    | Or       | Francesco Chicchi   | Course en ligne espoirs  |
| 2004    | Bronze   | Vincenzo Nibali     | Contre-la-montre espoirs |
| 2008    | Argent   | Simone Ponzi        | Course en ligne espoirs  |
| 2008    | Or       | Adriano Malori      | Contre-la-montre espoirs |
| 2015    | Argent   | Simone Consonni     | Course en ligne espoirs  |
| 2016    | Bronze   | Jakub Mareczko      | Course en ligne espoirs  |
| 2019    | Or       | Samuele Battistella | Course en ligne espoirs  |
| 2021    | Or       | Filippo Baroncini   | Course en ligne espoirs  |
| 2023    | Or       | Lorenzo Milesi      | Contre-la-montre espoirs |

### Coupe des nations espoirs
| Édition | Classement | Victoires | Détail |
| ------- | ---------- | --------- | --- |
| 2007    | 8e         |           | |
| 2008    | 2e         | 1         | ZLM Tour (Jacopo Guarnieri)                                                                                      |
| 2009    | 17e        |           | |
| 2010    | 13e        | 1         | Tour des régions italiennes (Enrico Battaglin)                                                                   |
| 2011    | 2e         | 1         | Tour des Flandres espoirs (Salvatore Puccio)                                                                     |
| 2012    | 3e         | 1         | Toscane-Terre de cyclisme (Fabio Aru)                                                                            |
| 2013    | 7e         |           | |
| 2014    | 15e        |           | |
| 2015    | 1re        | 2         | Côte picarde (Simone Consonni), Trophée Almar (Gianni Moscon)                                                    |
| 2016    | 3e         |           | |
| 2017    | 10e        |           | |
| 2018    | 3e         | 2         | ZLM Tour (Matteo Moschetti), Championnat d'Europe du contre-la-montre espoirs (Edoardo Affini)                   |
| 2019    | 2e         | 2         | Étoile d'or (Alexander Konychev), Championnat d'Europe sur route espoirs ( Alberto Dainese)                      |
| 2020    | 12e        |           | |
| 2021    | 1re        | 2         | Course de la Paix-Grand Prix Jeseníky (Filippo Zana), Championnat du monde sur route espoirs (Filippo Baroncini) |
| 2022    | 9e         |           | |
| 2023    | 1re        | 1         | Championnat du monde du contre-la-montre espoirs (Lorenzo Milesi)                                                |
| 2024    | 10e        |           | |

### Championnats d'Europe espoirs
| Édition | Médaille | Coureur             | Épreuve                  |
| ------- | -------- | ------------------- | ------------------------ |
| 1995    | Or       | Mirko Celestino     | Course en ligne espoirs  |
| 1995    | Bronze   | Giuliano Figueras   | Course en ligne espoirs  |
| 1996    | Argent   | Daniele Contrini    | Course en ligne espoirs  |
| 1997    | Or       | Salvatore Commesso  | Course en ligne espoirs  |
| 1997    | Argent   | Fabio Malberti      | Contre-la-montre espoirs |
| 1997    | Bronze   | Maurizio Caravaggio | Contre-la-montre espoirs |
| 1998    | Argent   | Marco Pinotti       | Contre-la-montre espoirs |
| 1999    | Or       | Michele Gobbi       | Course en ligne espoirs  |
| 1999    | Argent   | Luca Paolini        | Course en ligne espoirs  |
| 1999    | Bronze   | Fabio Bulgarelli    | Course en ligne espoirs  |
| 2000    | Or       | Graziano Gasparre   | Course en ligne espoirs  |
| 2000    | Bronze   | Lorenzo Bernucci    | Course en ligne espoirs  |
| 2001    | Or       | Giampaolo Caruso    | Course en ligne espoirs  |
| 2001    | Or       | Manuel Quinziato    | Contre-la-montre espoirs |
| 2003    | Or       | Giovanni Visconti   | Course en ligne espoirs  |
| 2006    | Bronze   | Francesco Gavazzi   | Course en ligne espoirs  |
| 2007    | Bronze   | Adriano Malori      | Contre-la-montre espoirs |
| 2008    | Or       | Adriano Malori      | Contre-la-montre espoirs |
| 2009    | Bronze   | Sacha Modolo        | Course en ligne espoirs  |
| 2014    | Argent   | Iuri Filosi         | Course en ligne espoirs  |
| 2014    | Argent   | Davide Martinelli   | Contre-la-montre espoirs |
| 2015    | Bronze   | Davide Martinelli   | Course en ligne espoirs  |
| 2016    | Bronze   | Andrea Vendrame     | Course en ligne espoirs  |
| 2016    | Argent   | Filippo Ganna       | Contre-la-montre espoirs |
| 2018    | Or       | Edoardo Affini      | Contre-la-montre espoirs |
| 2019    | Or       | Alberto Dainese     | Course en ligne espoirs  |
| 2021    | Argent   | Filippo Baroncini   | Course en ligne espoirs  |
| 2022    | Bronze   | Davide De Pretto    | Course en ligne espoirs  |